# 批鬥
批鬥，在目前的汉语语境里，常指中國共產黨主導和推廣的一种群體政治運動形式，可理解为讓公衆對某些違反既定思想者所開展的「批判」加「斗争」。“批鬥”可對被批鬥者及親友帶來嚴重的精神侮辱，肉體折磨，甚至抄家對其資產進行暴力破壞，在中國的文化大革命（1966-1976年）时期到达顶峰。
在中華人民共和國政權建立前，中共在其統治區內實施土地改革運動時就鼓勵農民針對地主進行批鬥。在文化大革命时期，批斗者常把其認為有違毛澤東思想及意旨的人或事公開，亦有同事甚至家人之間互相舉報，然后進行批判，當中包括文字批評、公開侮辱、傷害肢體等，甚至殺害。受批斗的对象有时包括父母、亲人、朋友、老师等，导致人际关系及社会道德崩坏。批鬥通常以團體形式進行，例如举行批斗大會或“斗争会”，而具体斗争方式常包括剃阴阳头、戴高帽、游街、“喷气式”、言语或肢体攻击，有时伴随着抄家和对相关文物古迹的破坏（如曲阜孔庙）。
一些評論認爲，自习近平2012年底出任中共中央总书记执政以来，文革式批斗在中国社会出现回潮，主要体现为网络上对部分人士的大规模言语攻击，以及政府主导的全网抨击甚至封杀。

## 文化大革命前

### 土地改革运动

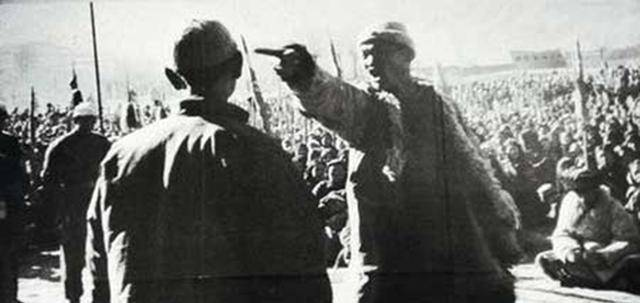
土地改革运动时期，农民对地主进行批斗（1946年）

早在1940年代国共内战时期，在中国共产党控制区内，中共主导的土地改革运动过程中就鼓动农民对地主进行批斗，也被称为“斗地主”。据学者研究，在土改初期，在大多数地方，地主和农民之间的关系融洽，并没有中共宣传的那样严重，因此中共鼓动农民举办“斗争大会”进行“诉苦”，以塑造阶级意识，即“诉说自己被阶级敌人迫害、剥削的历史，因而激起别人的阶级仇恨，同时也坚定了自己的阶级立场”。此后，农民在分得土地的同时，土改中的暴力事件亦愈演愈烈，仇恨升级，在各类批斗大会上，地主常被带高帽、挂牌子、游街，遭到人格侮辱。批斗等暴力事件进一步引发对地主阶级以及家属的大规模杀戮，导致了大量人口遭处决或自杀，至1953年土地改革运动基本结束时，中共官方数据显示3亿多无地或少地的农民分得约7亿亩土地，与此同时据不同学者估计土改造成的死亡人数约在100万-500万之间。

### 反右运动
1957年，毛泽东等中共高层在中国大陆发动了一场大规模的“反右运动”，中共党内外有大量人员被任意划定了“右派”身份，遭到迫害和批斗。按照中共官方在拨乱反正时期的统计数据，反右运动期间中国大陆共有55万余人被直接划为“右派分子”而遭全面迫害，许多“右派”分子遭到反复批斗。而依据已经解密的中共档案，实际有317万余人被划为右派，还有大约143万余人被列为“中右分子”；此外，中共党内于1959年发起的“反右倾运动”使得300多万名共产党党员和干部亦受到批判，被称为“右倾机会主义分子”。其中许多人在遭到批斗后，被处以党内或行政处分，或遭到严格控制使用。

### 四清运动
1963年，毛泽东等人在中国大陆发动了“四清运动”，常被视为文化大革命的预演。在该运动过程中，许多人士遭到迫害批斗，还有学者认为，四清运动“桃园经验”中出现的所谓“燕飞”批斗方式，后来演变成了文革时期的“喷气式”批斗。另据相关研究人员，四清运动期间共有77,560人被逼死，城乡共有超过530万人遭到整肃。

## 文化大革命時期

### 背景
三年困难时期（1959-1961年）及七千人大会（1962年）之后，毛澤東退居二线，刘少奇、邓小平等人主持中央日常事务。為了打擊他在中國共產黨內的政敵、夺回权力，以及出于“防止资本主义复辟”等原因，毛泽东等人于1966年發動并領導了文化大革命。
1966年8月5日，北京师范大学附属女子中学的红卫兵将时任学校副校长卞仲耘打死、将副校长胡志涛打成重伤，而卞仲耘也是第一个在北京被打死的教育工作者。北京“红八月”期間，8月18日毛澤東在天安門廣場第一次接見紅衛兵後，全國逐漸陷入混亂狀態，紅衛兵對學者及知識分子等實施暴力行為。其中，毛澤東在天安门上與紅衛兵領導人宋彬彬的對話，強烈暗示了暴力的“合理性”、“合法性”。8月22日，毛澤東更以批轉中共中央文件的方式，發出名為《嚴禁出動警察鎮壓革命學生運動》的明文規定：“不准以任何藉口出動警察干涉，鎮壓革命學生運動，警察一律不得進入學校”；随后中国公安部部长谢富治也提出要保护红卫兵、不要拘捕，從而為全國紅衛兵更大規模的打、砸、搶、抄、抓等行徑提供了政治保護及政策保障。

### 批鬥對象

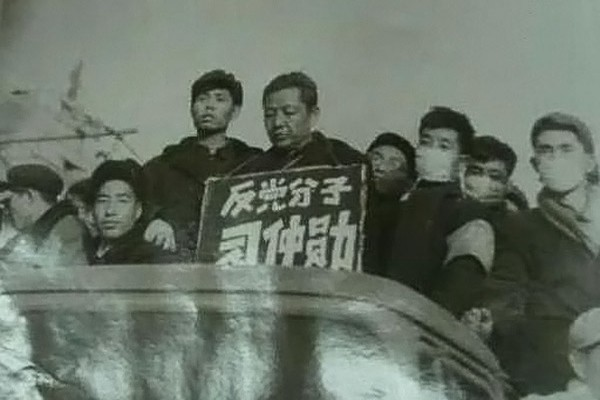
习近平父亲习仲勋遭批斗（1967年9月于西北农业大学）。

「批鬥」行動主要發生於文化大革命时期（1966年5月至1976年10月），经當時中國共產黨中央委員會主席毛澤東肯定和默許，多由其支持者組成的紅衛兵、造反派等執行。被批鬥對象无具体定义，但常包括：当时的政府官员幹部、前中國國民黨黨員、知識分子、地主、商人、道士、和尚、修女、教士等，甚至被後世統治者尊為「萬世師表」的孔子（“批林批孔运动”）。被批斗对象有时甚至包括父母、亲人、朋友、老师等，导致亲友反目。
文革期間，中共中央当权派也遭到批斗，包括時任國家主席劉少奇、中央书记处负责人邓小平、中央政治局常委陶铸、“十大元帥”中的彭德怀和贺龙（“贺龙事件”）、时任国务院副总理薄一波等等。其中，邓小平被打成刘少奇之后的中国“第二号走资派”，造反派开列了邓小平的“十大罪状”，包括：1. 作为党的总书记有擅权的行为；2. 批判个人崇拜有亵渎毛泽东的权威；3. 在1961年召开的一次党的会议上违背了毛泽东思想，在农业政策中提出“白猫、黑猫能逮住耗子就是好猫”的口号；4. 1963年鼓吹要搞科学技术职称和学位；5. 通过1961年的高教六十条“削弱党的领导作用”，等等。

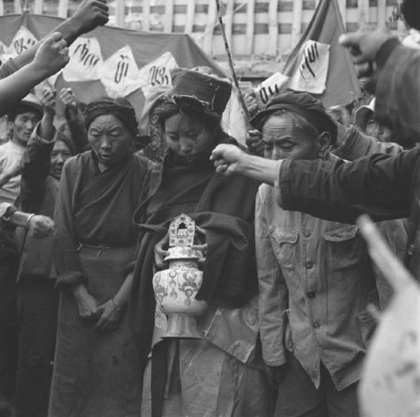
西藏“女活佛”桑顶·多吉帕姆·德庆曲珍及其父母文革期间受到批斗

宗教人士和有信仰的人士也是文革期间遭到广泛批斗的对象之一。哈尔滨极乐寺是东北三省四大佛教寺院之一，1966年8月24日被大群红卫兵捣毁，红卫兵给佛像戴上高帽子示众批斗，并将那些无法搬来示众的佛像就地砸毁，红卫兵还勒令僧人们举着“什么佛经 尽放狗屁”的大横幅在寺院门前示众。1966年8月23日，上海交通大学、上海师范学院等校的红卫兵砸了徐家汇天主堂，并对教会的主教等神职人员进行批斗，他们被戴高帽子、被挂牌子、被游街、被殴打，红卫兵还把痰盂里的脏水倒在他们的脸上和身上。1966年8月24日，北京“红八月”期间，北京第一女子中学等十余所中学的红卫兵，批斗了位于市中心东单三条的玛丽亚方济格修女会的8名外国修女，以及那里的其他中国人，修女们被强迫弯腰90度做“认罪”姿势，此后被北京市公安局宣布驱逐出境。
此外，文革期间知识分子被视为“反动学术权威”、“臭老九”，遭受到广泛的迫害和批斗。据中国第一代核潜艇总设计师黄旭华回忆，文革时期“白天养猪、修猪圈、接受批判”，晚上才有时间进行科研。数学家陈景润文革期间曾被关押、受到批判，他的研究草稿和手稿被批斗他的人毁坏，他自己也被迫整天跪在毛主席像前请罪，脖子上挂了一个大木牌，上书“现行反革命、臭老九———陈景润”。文史类专家如老舍、周作人、梁思成、傅雷、翦伯赞、吴晗等人被批斗迫害致死。

### 批斗方式

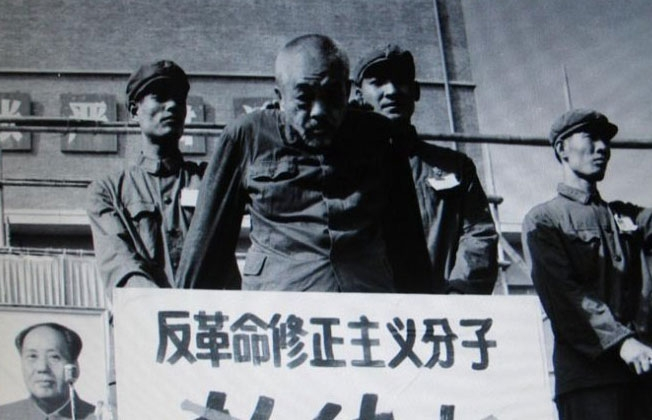
“十大元帅”之一的彭德怀遭受“喷气式”批斗（1966年）。

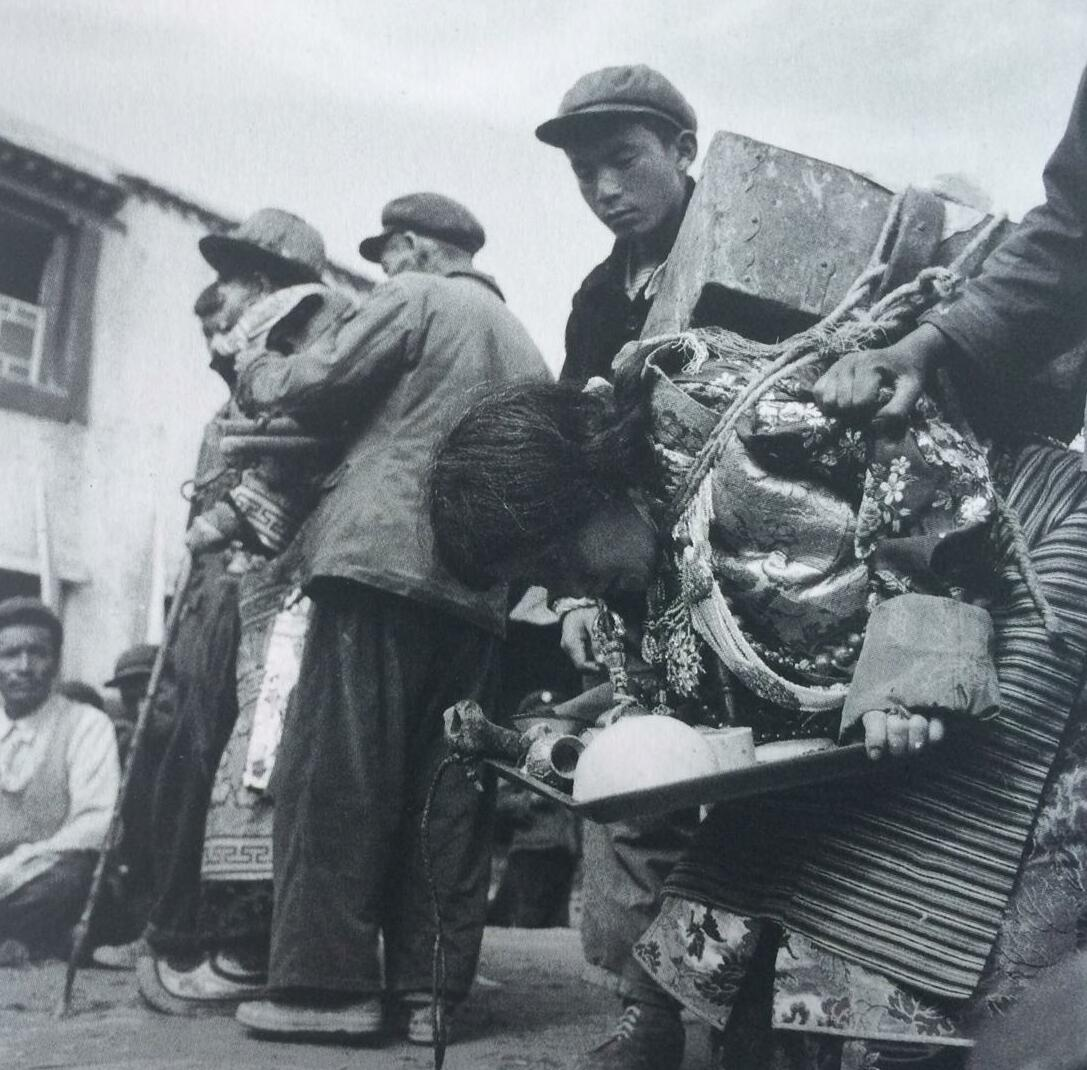
西藏桑颇·才旺仁增少将及其夫人遭受批斗（1966年），身上被压着石块。

批鬥通常以團體形式進行，批斗方式通常包括剃阴阳头、戴高帽、游街、“喷气式”、言语或肢体攻击等，羞辱被批斗者、剥夺人的基本尊严。例如，在批斗大會或“斗争会”，红卫兵常把被批斗者的头按下去，弯腰90度角，把其手臂往后揪起来，使其身体成为“喷气式飞机”的样子，被称为“喷气式”批斗。
文革期间被批斗的对象，一般不止被“斗争”过一两次，据史料记载，1968年4月23日到10月27日，经当时“北京市革命委员会”主任谢富治批准的，针对北京市主要领导干部和中央部门领导干部的批斗大会就有100场，其中批斗彭真53次、刘仁40次、郑天翔29次、万里14次。前北京市教育局副局长韩作黎被“斗争”了400多场，坐“喷气式”400余次、被打得昏死过去两次。
在批斗过程中，有时还伴随着对被批斗者的抄家，以及对相关文物古迹的破坏。譬如，文革期间孔子亦遭到“批斗”，1974年经毛泽东批准，在全国范围内发动了“批林批孔运动”。而在文革早期的1966年，北京红卫兵“五大领袖”之一谭厚兰即亲自率队200多人前往山东曲阜，与曲阜师范学院的红卫兵共同成立了“讨孔联络站”，宣称要“造孔家店的反”，并召开了“彻底捣毁孔家店”的万人大会，孔子墓被铲平挖掘，“万世师表”牌匾被焚毁、“大成至圣先师文宣王”大碑被毁，孔庙的泥胎塑像被毁，孔府被封、孔林苍松古柏被伐。期间，被摧毁的之前登记在册的文物就有6618件，其中画929幅，书籍2700余本，石碑1000余块，其中包括国家一级保护文物70余件、珍版书籍1000余册。

### 影响
在文化大革命時期，即1966年5月至1976年10月期間，受到批斗和迫害的人不计其数，其中早期較為駭人聽聞的事件包括北京“红八月”期间的大兴事件。自1966年8月27日至9月1日，大興縣的13個公社、48個大隊，先後殺害“四類分子”及其家屬325人，其中最大的80歲，最小的僅出生38天，有22戶被滅族。
此外，有学者估计，仅文革初期因遭到批斗迫害而自杀的就有10万-20万人。譬如，北京1966年“红八月”期间：知名作家老舍因在“八二三事件”中遭到批斗羞辱进而投湖自尽；考古学家、诗人陈梦家遭批斗迫害，自缢而亡，死前说到“我不能再让别人把我当猴子耍”；知名作家、鲁迅之弟周作人在红八月期间遭到红卫兵抄家批斗后，请求安乐死被拒，于次年因病身亡。“两弹一星元勋”赵九章在文革期间被打成“反动学术权威”并遭到残酷批斗，最终于1968年自杀身亡。还有许多知识分子文革期间在遭受批斗迫害后，身心遭受重创，譬如中国近代物理学的奠基人之一的叶企孙，文革期间被当作“牛鬼蛇神”遭到红卫兵批斗，此后又被关押审查，导致精神失常，患上严重丹毒症，在文革结束后不久离世。

## 批斗图集

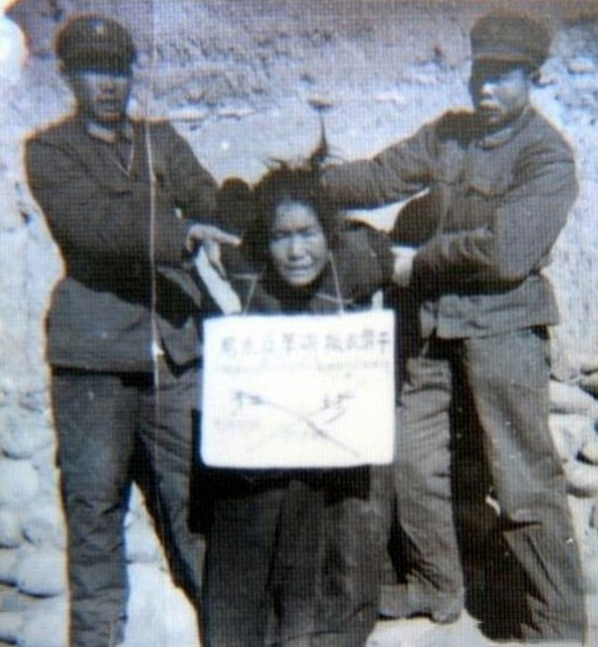
一名西藏妇女遭到批斗（约1958年）
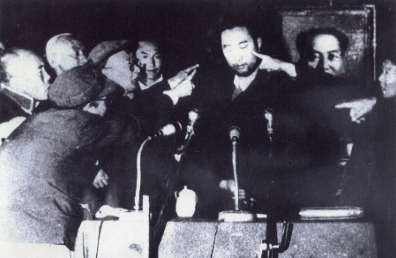
第十世班禅额尔德尼遭到批斗
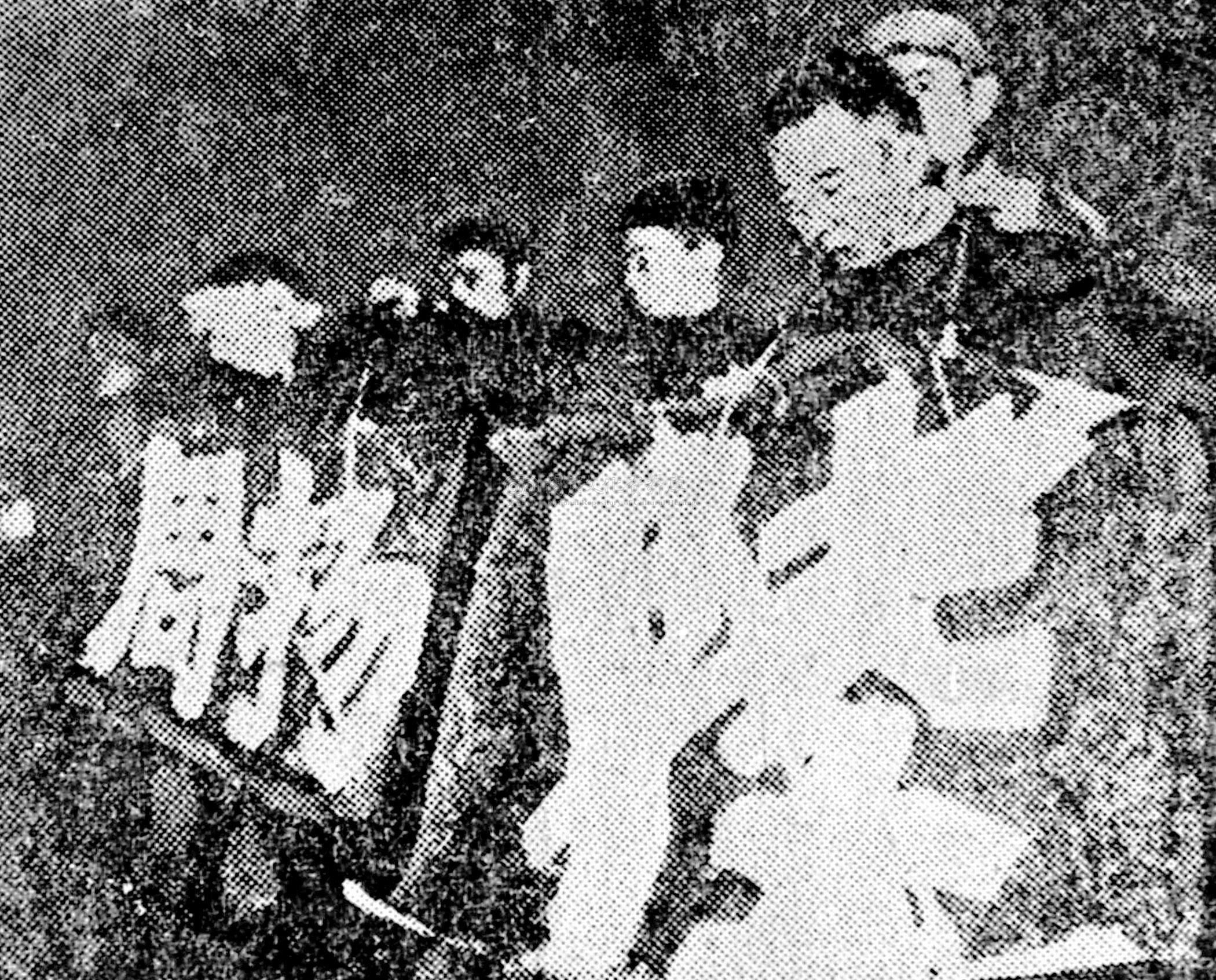
前国务院总理、前中宣部部长陆定一以及前中宣部副部长周扬遭到批斗（1966年）
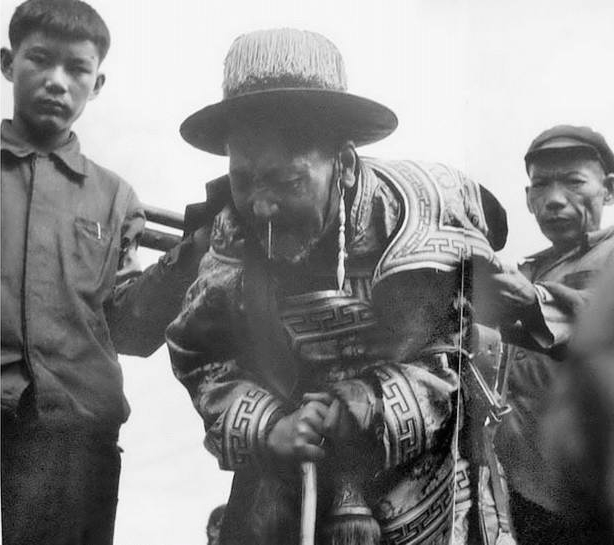
桑颇·才旺仁增少将受批斗（1966年）
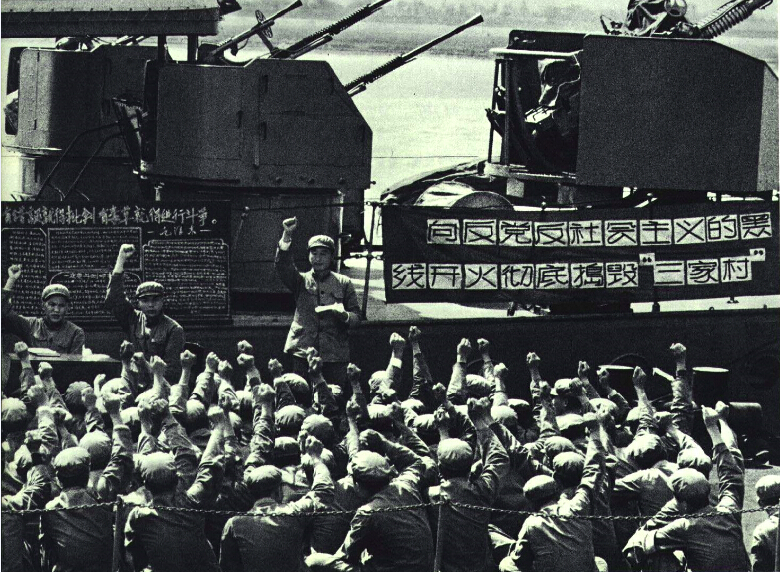
解放军军中对“三家村”的批斗会（1966年）
时任国家主席刘少奇的夫人王光美遭到批斗（1967年）
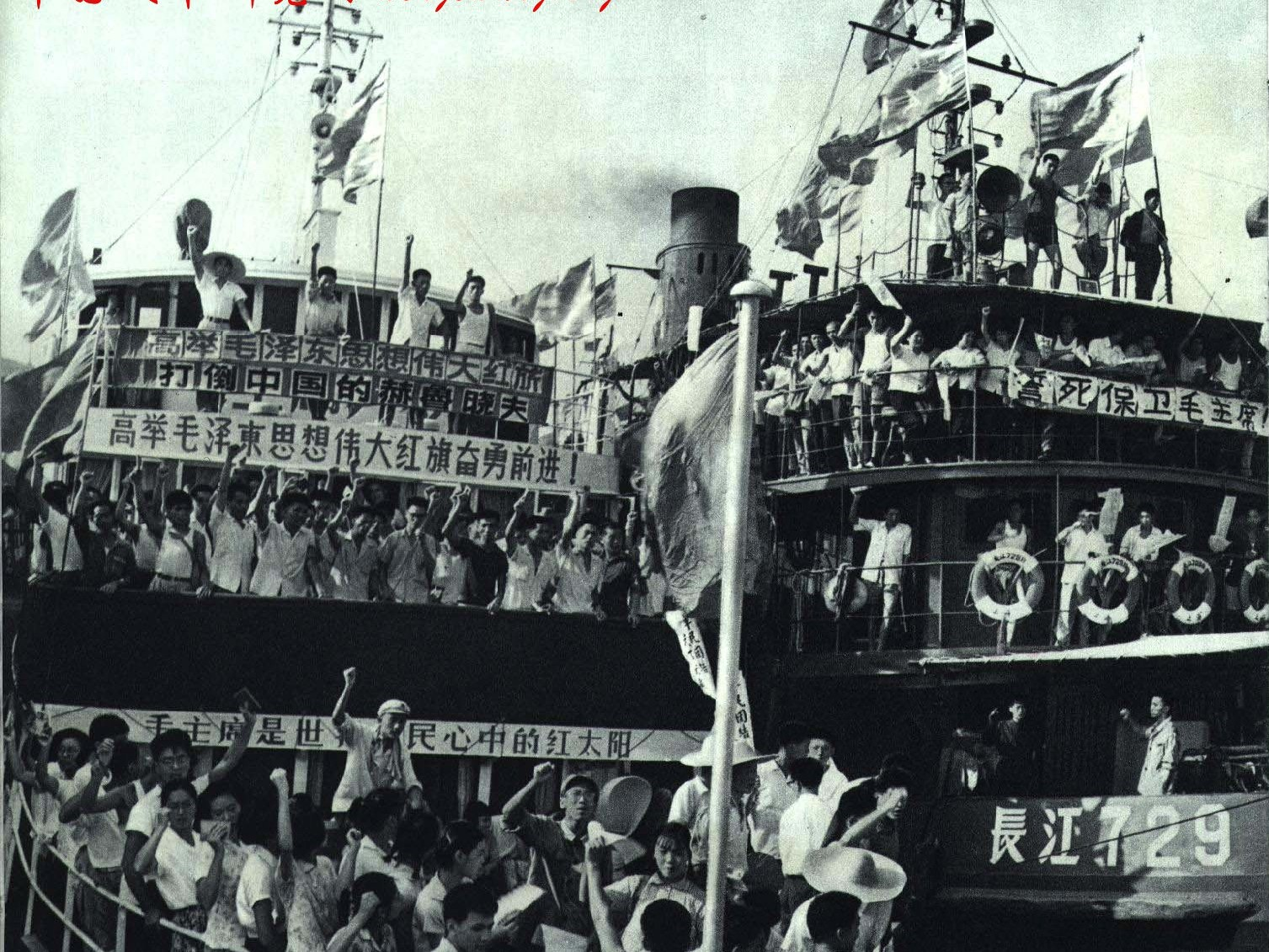
上海海港批斗大会（1967年）
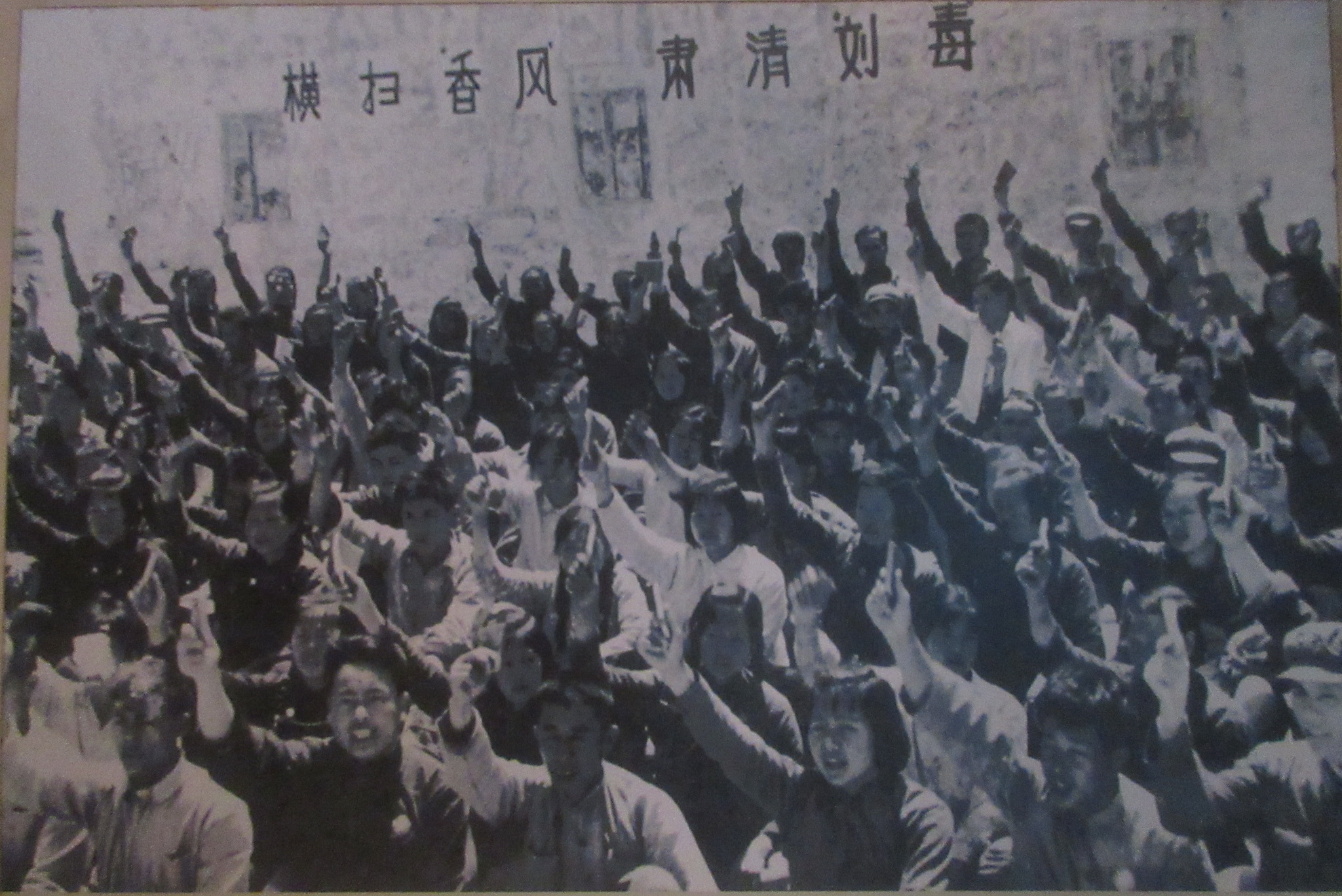
时任国家主席刘少奇的批斗会（1967年）
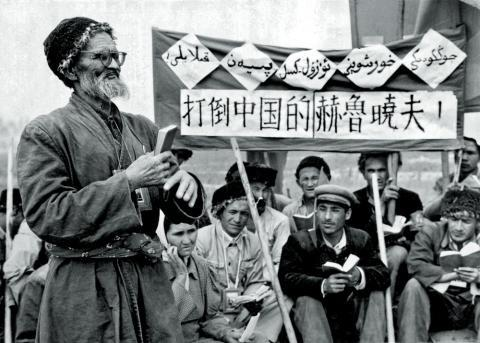
维吾尔族人批斗刘少奇
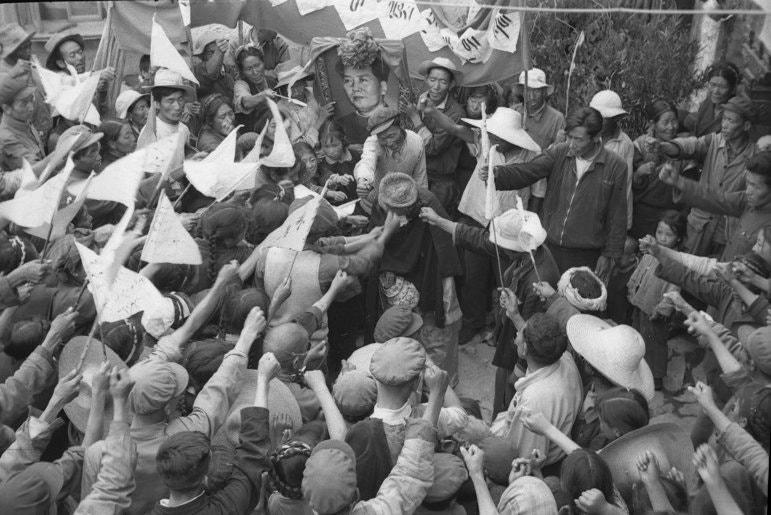
“女活佛”桑顶·多吉帕姆·德庆曲珍及其父母受到批斗（1960年代末）
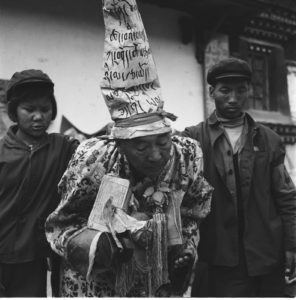
噶雪·曲吉尼玛遭到批斗（1960年代末）
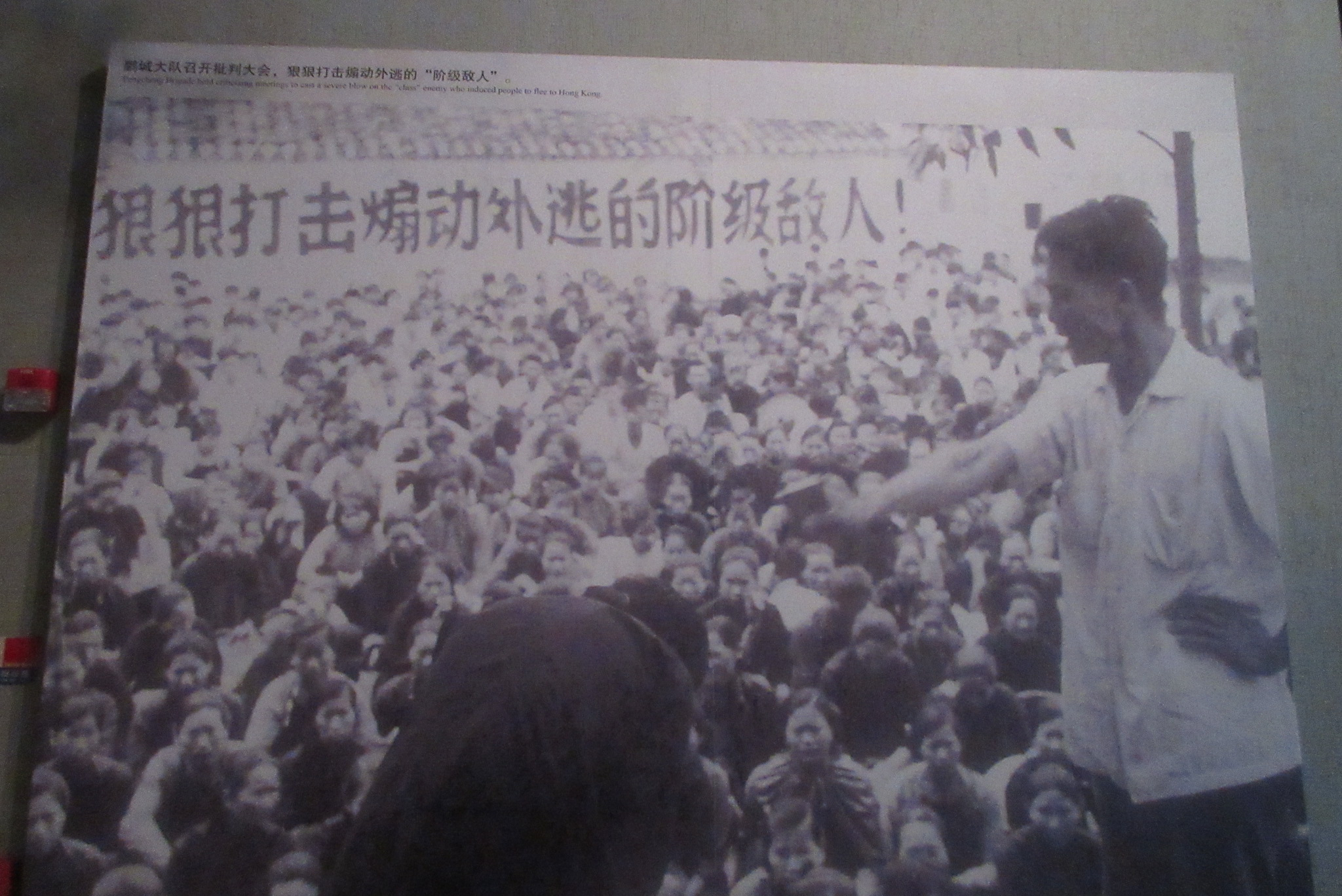
批斗“煽动外逃的阶级敌人”
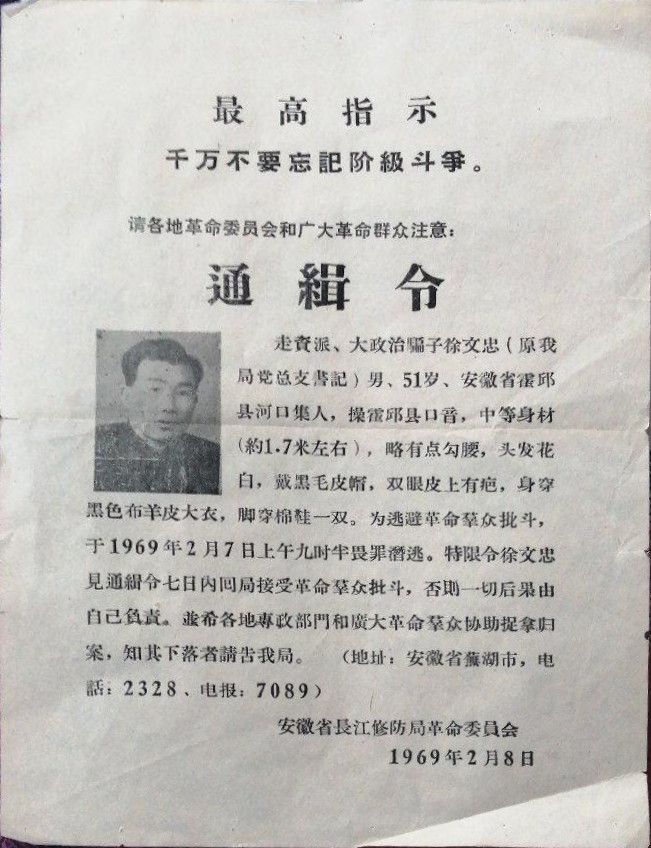
对受「批斗」而逃离者的通缉令

## 习近平时期
部分观点认为，自2012年底习近平出任中共中央总书记执政以来，尤其是2019年起，中国社会出现“文革式批斗”回潮，集中体现在小粉红、五毛党等人在网络上对部分人士进行大规模言语攻击（譬如以“辱华”的名义进行“出征”），或者政府主导下对部分人士进行的全网抨击甚至封杀。香港舆论亦有类似现象出现。
- 2015年底，在韓國發展的台灣藝人、TWICE成員周子瑜因在韓國綜藝節目中手拿中華民國國旗揮舞，被台灣统派藝人黄安在新浪微博舉報是「台獨」而引发了一場大規模網絡批鬥事件。黃安微博的發文，触发中國大陆網友的反台獨情緒，演變成抵制周子瑜的聲浪，周子瑜的手機广告代言被撤销，TWICE在中國大陆的预定演出被取消；经纪公司JYP娱乐遭到中国大陆人抵制。2016年1月15日，周子瑜迫於壓力道歉，表示「中國只有一個，海峽兩岸是一體的」，並稱自己「始終為自己是一個中國人而感到驕傲」。隨後《人民日報》微博發表評論稱：「涉台獨周姓藝人道歉了，一個中國原則不容挑戰。」2016年1月20日，經百度貼吧「李毅吧」網路論壇提議，約十萬名來自百度贴吧李毅吧和共青团中央的中國大陸網友利用翻牆軟體突破防火長城，於蔡英文等台灣政治人物以及《蘋果日報》、三立新聞網等台灣媒體的Facebook首頁以發布評論方式進行網絡批鬥，該事件又以評論中包含著大量中國大陸網路常用的圖片表情為特點。[117][118][119][120][121]
- 2019年夏，香港爆发了反對逃犯條例修訂草案運動，小粉紅在網絡各處發動了大規模的針對「香港暴徒」的批鬥活動。此次批鬥參與者除帝吧人士外，還有「饭圈女孩」。共青團中央在8月15日晚開設微博話題#飯圈女孩出征#後，16日又以「守護最好的阿中！飯圈女孩出征「開撕」香港示威者」為題轉載觀察者網的文章，支持8月14日晚「各家飯圈女孩統一戰線，聯合出征各大海外社交平台，『血戰』示威者賬號」的行動，加入對香港示威者進行的大規模批鬥。[122][123][124][125]
- 2020年，武汉爆发新冠疫情期间，作家方方因撰写《方方日记》而在网络上遭到大规模「文革式批斗」，一些方方的公开支持者亦遭到网络批斗[19][126][127][128][129]。
- 2021年，赵薇等演艺界人士遭到网络批斗，并被中国大陆当局全网封杀[18][130][131]。
- 2021年，上海医生张文宏因其对新冠疫情的观点（“与病毒共存论”），遭到网络批斗[132][133][134][135]。
- 2024年3月，有消費者稱農夫山泉旗下的「東方樹葉」綠茶飲料包裝存在日本文化元素，而對此農夫山泉則澄清包裝上的建築圖案是根據中國寺廟建築形象所做的藝術創作，引發愛國群眾批鬥。隨後又有指出其旗下產品「茶π」的名稱二字相似日本的靖國神社，使批鬥升級。一系列事件導致農夫山泉股價急速下跌。3月13日，農夫山泉董事長兼總經理、養生堂董事長鍾睒睒聲稱自己被莫名網暴而導致其母去世。[136][137][138][136][138][139][140][141][142]

## 延伸阅读
- 王友琴：《文革受难者——关于迫害、监禁和杀戮的寻访实录》。開放出版社（香港），2005年。
- 王仲方：《炼狱》节选：罗瑞卿秘书忆文革批斗（页面存档备份，存于），群众出版社，2004年。
- 马萧：《文革口述史：王光美凭什么站着挨批斗?》（页面存档备份，存于）。《纽约时报》，2016年6月7日。
- 何蜀：《被疯狂的年代愚弄的外国人──在华外国专家的“文革”经历》（页面存档备份，存于）。《当代中国研究》，2002年。
- 张永：《文革“风潮”中的洋人李敦白》（页面存档备份，存于）。香港中文大學转自《新三届》。